# Équipe de Suède masculine de water-polo
L'équipe nationale masculine suédoise de water-polo est la sélection nationale représentant la Suède dans les compétitions internationales de water-polo. Elle est gérée par la Fédération suédoise de natation. La sélection compte trois médailles aux Jeux olympiques toutes remportées au début du XXe siècle.

## Palmarès international

### Jeux olympiques
- 1900 : n'a pas participé
- 1904 : n'a pas participé
- 1908 :  Médaille de bronze
- 1912 :  Médaille d'argent
- 1920 :  Médaille de bronze
- 1924 : 4e place
- 1928 :  n'a pas participé
- 1932 :  n'a pas participé
- 1936 : 7e place
- 1948 : 5e place
- 1952 : Deuxième tour
- 1956 :  n'a pas participé
- 1960 :  n'a pas participé
- 1964 :  n'a pas participé
- 1968 :  n'a pas participé
- 1972 :  n'a pas participé
- 1976 :  n'a pas participé
- 1980 : 11e place
- 1984 : n'a pas participé
- 1988 :  n'a pas participé
- 1992 :  n'a pas participé
- 1996 :  n'a pas participé
- 2000 :  n'a pas participé
- 2004 :  n'a pas participé
- 2008 :  n'a pas participé
- 2012 :  n'a pas participé
- 2016 :  n'a pas participé
- 2020 :  n'a pas participé
- 2024 :  n'a pas participé

### Championnats du monde
La Suède ne compte aucune participation aux Championnats du monde de water-polo.

### Ligue mondiale
La Suède ne compte aucune participation à la Ligue mondiale de water-polo.

### Coupe du monde
La Suède ne compte aucune participation à la Coupe du monde de water-polo.

### Championnat d'Europe
- 1926 :  Médaille d'argent
- 1927 : 4e place
- 1931 : n'a pas participé
- 1934 : 4e place
- 1938 : n'a pas participé
- 1947 :  Médaille d'argent
- 1950 :  Médaille d'argent
- 1954 : n'a pas participé
- 1958 : n'a pas participé
- 1962 : 9e place
- 1966 : 9e place
- 1970 : 9e place
- 1974 : Niveau B - 4e place
- 1977 : Niveau B - 4e place
- 1981 : Niveau B - 5e place
- 1983 : Niveau B - 4e place
- 1985 : Niveau B - 5e place
- 1987 : Niveau B - 6e place
- 1989 : 16e place
- 1991 : n'a pas participé
- 1993 : n'a pas participé
- 1995 : n'a pas participé
- 1997 : n'a pas participé
- 1999 : n'a pas participé
- 2001 : n'a pas participé
- 2002 : Niveau B - 6e place
- 2003 : n'a pas participé
- 2006 : n'a pas participé
- 2008 : n'a pas participé
- 2010 : n'a pas participé
- 2012 : n'a pas participé
- 2014 : n'a pas participé
- 2016 : n'a pas participé
- 2018 : n'a pas participé
- 2020 : n'a pas participé
- 2022 : n'a pas participé
- 2024 : n'a pas participé